# Dom Cochlera w Tarnowskich Górach
Dom Cochlera – XVII-wieczny zabytkowy   budynek w Tarnowskich Górach, do 2020 roku siedziba najstarszej w mieście apteki „Pod Aniołem”. Znajduje się w centrum miasta na rogu Rynku i ulicy Górniczej.

## Historia

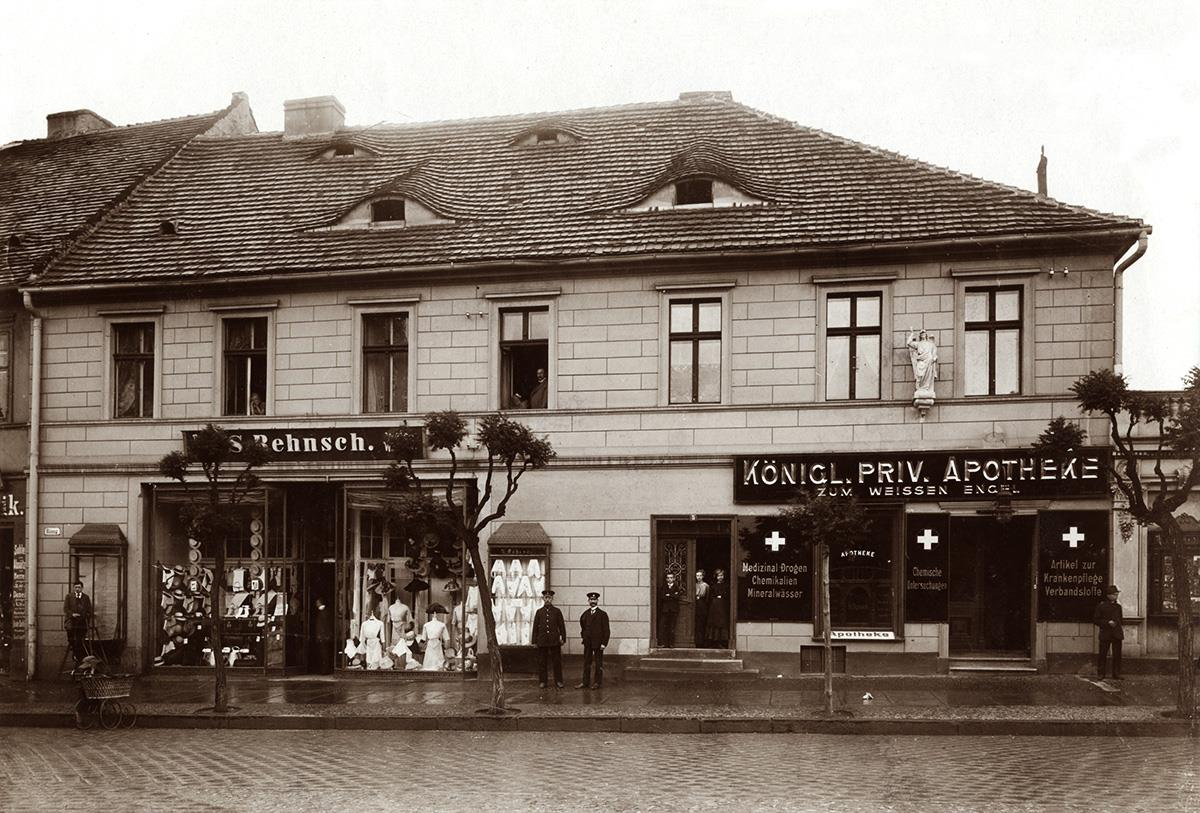
Dom Cochlera ok. 1915 roku

Budynek został najprawdopodobniej wybudowany pod koniec XVII wieku . W 1782 roku pochodzący z Wrocławia aptekarz i późniejszy burmistrz, Johann Friedrich David Cochler, założył w nim pierwszą w mieście prywatną aptekę „Pod Białym Aniołem” (niem. Zum weissen Engel). Przedtem istniała w ratuszu apteka utrzymywana przez miasto, jednak przynosiła straty, więc ją zlikwidowano .
W jednym z pokoi, wynajętym przez nadsztygara Rudolfa von Carnalla, powstała w 1839 Górnośląska Szkoła Górnicza. Jednak ze względu na wzrost liczby uczniów (z 14 do ponad 45) w 1855 przeniesiona została do budynku przy ulicy Gliwickiej  . Tym niemniej w 1844 roku Dom Carnalla jako pierwsza siedziba reaktywowanej szkoły górniczej został uwieczniony na jednej z filiżanek tzw. Serwisu Carnalla.
Istniejąca ponad 230 lat apteka mieszcząca się w Domu Cochlera zamknięta została w marcu 2020 roku, a w jej miejscu otwarto sklep sieci Żabka.
Decyzją z 19 października 2020 budynek wpisano do rejestru zabytków nieruchomych województwa śląskiego (nr rej. A/719/2020) .

## Architektura

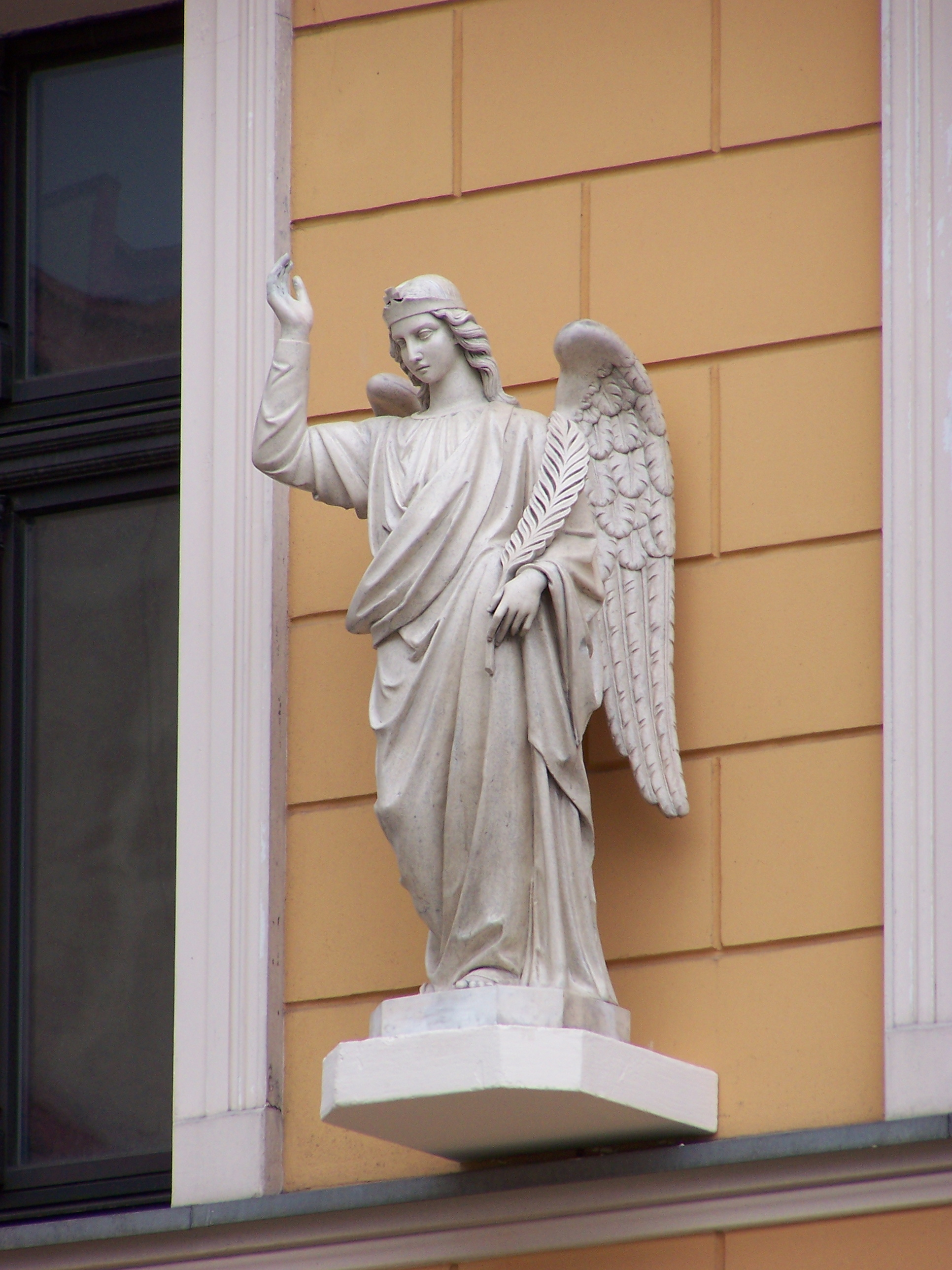
Figura anioła nad wejściem (2007)

Budynek Cochlera posiada siedmioosiową elewację frontową z figurą Anioła nad wejściem. Na przełomie XIX i XX wieku od strony ulicy Górniczej dobudowano przybudówkę zwieńczoną attyką i ozdobnym szczytem z motywami roślinnymi oraz inicjałem ML pochodzącym od imienia i nazwiska jednego z kolejnych właścicieli budynku – Maxa Löwego. Zachowały się sklepienia krzyżowe i charakterystyczne lukarny oeil-de-boeuf. Obecna elewacja została wykonana w 1994 roku  .